# Беер, Иоганн
Иоганн Беер (нем. Johann Beer, также: Behr, Bär; 28 февраля 1655, Санкт-Георген — 6 августа 1700, Вайсенфельс) — австро-саксонский писатель, композитор, музыкальный теоретик эпохи барокко, певец (контр-тенор) и придворный музыкант герцога Вейсенфельса (сперва при дворе Августа, а после его смерти — Иоганна Адольфа I).

## Биография
Погиб от случайного выстрела во время состязания стрелков.

## Творчество
В своих романах, которые он выпускал под разнообразными псевдонимами, И. Беер выступил последователем Г. Я. К. фон Гриммельсхаузена. Среди наиболее известных его романов: «Симплицианский светский наблюдатель» (1677—1679), «Больница для глупцов» (1681) и дилогия романов «Немецкие зимние ночи» и «Развлекательные летние дни» (1682).
Большинство музыкальных сочинений И. Беера не сохранились. До нас дошла его праздничная месса — «Missa ursus murmurat».

## Сочинения

### Литературные сочинения
- Der Simplicianische Welt-Kucker, 4 Bde. (1677—1679). — «Симплицианский светский наблюдатель», 4 тт.
- Der abenteuerliche wunderbare und unerhörte Ritter Hopfen-Sack von der Speck-Seiten (1678).
- «Больница для глупцов» («Знаменитый лазарет дураков») (1681).
- Der Politische Feuermäuer-Kehrer (1682).
- Teutsche Winternächte (1682). — «Немецкие зимние ночи».

### Сочинения по теории музыки
- Musikalische Discurse durch die Philosophie deducirt

### Музыкальные сочинения
- Missa ursus murmurat (Missa S. Marcellini)